# Gustav Marchet

Gustav Marchet

Gustav Marchet (* 29. Mai 1846 in Baden bei Wien; † 27. April 1916 in Schlackenwerth, Böhmen) war ein Politiker und Rechtsgelehrter in der k. u. k. Monarchie.

## Leben
Marchet wurde 1846 als Sohn eines Apothekers in Baden bei Wien geboren. Nach seiner Gymnasialzeit in Kremsmünster  studierte er Rechtswissenschaften an den Universitäten Graz und Wien. 1869 trat er als Praktikant in die niederösterreichische Statthalterei (siehe Landeschef (Österreich-Ungarn)) ein und unterrichtete an der Forstakademie Mariabrunn bei Wien Wirtschaft und Recht.
1875 wurde er an der Hochschule für Bodenkultur in Wien, der er seit der Gründung im Jahre 1872 angehörte, zum a.o. Professor und 1883 zum Ordinarius für Verwaltungs‐ und Agrarrecht bestellt. 1884/1885, 1892/1893 und 1905/1906 hatte er als Rektor die Leitung der Hochschule inne.
Die politische Laufbahn Gustav Marchets, der in den ersten Jahren seines politischen Wirkens dem sozial engagierten Flügel der altliberalen und großbürgerlich dominierten Partei der „Vereinigten Deutschen Linken“ verpflichtet war, begann 1891 mit der Wahl in das Abgeordnetenhaus des Reichsrats, dem er von 1891 bis 1897 und von 1901 bis 1906 angehörte. Als diese Partei an Einfluss verlor und sich 1896 in den Kronländern die „Deutsche Fortschrittspartei“ bildete, wurde Marchet mit der Führung der neuen Partei in Niederösterreich betraut. Marchet wohnte 1907 in Wien im 3. Bezirk, Jacquingasse 4, wo er  bis zu seinem Tod 1916 aufschien.
Bei der Bildung des k.k. Ministeriums  Beck (so bezeichnete man damals die gesamte Regierung) am 2. Juni 1906 wurde Marchet von Kaiser Franz Joseph I. zum Minister für Kultus und Unterricht ernannt. In den knapp zweieinhalb Jahren, in denen er das Ministeramt innehatte, entfaltete er eine rege Tätigkeit. Er führte das Realgymnasium als eine dem Gymnasium gleichberechtigte Mittelschule (heute: höhere Lehranstalt) ein und schuf Erleichterungen bei der Reifeprüfung  und der Leistungsbeurteilung. In diese Zeit fiel auch die Verstaatlichung des Konservatoriums, dessen Kurator er bis zu seinem Tod war. Unter seiner Ministerschaft kaufte das Unterrichtsministerium 1908 Gustav Klimts Gemälde Der Kuss, bis heute Prunkstück des Belvederes.
Am 7. November 1908 überreichte Ministerpräsident Freiherr von Beck dem Kaiser die vom Kabinett einstimmig beschlossene Demission; der Monarch akzeptierte. Wie eine Tiroler Zeitung berichtete, soll der christlichsozialen Parteikorrespondenz zufolge auch das Verhalten von Gustav Marchet in Universitätsfragen (insbesondere die Nachwirkungen der sogenannten Wahrmund-Affäre) für diesen Schritt ausschlaggebend gewesen sein. Marchet hatte sich nicht eindeutig positioniert und wurde daher von Christlichsozialen kritisiert. Der Kaiser ernannte Marchet noch im gleichen Jahr zum Mitglied des Herrenhauses des Reichsrates.
Gustav Marchet war ein Mann von vielseitigen Interessen. Er verfasste mehrere Schriften mit juristischen und agrarpolitischen Inhalten. Er war Ehrenbürger mehrerer Städte, wie Baden oder Gottschee, Ehrenprofessor der Hochschule für Bodenkultur, führendes Mitglied der Grillparzer-Gesellschaft und der Goethe-Gesellschaft, Mitglied der Gesellschaft der Musikfreunde in Wien und leitender Funktionär des Bildungsinstitutes Urania in Wien. Er starb an einem Schlaganfall, der ihn bei einer Birkhahnjagd ereilte. Am 29. Mai 1916 hätte er das 70. Lebensjahr vollendet. (Im November 1916 starb Franz Joseph I.)
Seine Tochter Ludovica Hainisch-Marchet kandidierte 1951 als parteilose Kandidatin für das Amt des österreichischen Bundespräsidenten und war damit die erste Frau, die sich um dieses Amt bewarb.

## Schriften (Auswahl)
- Die Aufgabe der gewerblichen Gesetzgebung. 1877
- Über landwirtschaftlichen Credit. 1878
- Studien über die Entwicklung der Verwaltungslehre in Deutschland von der zweiten Hälfte des 17. Jahrhunderts bis zum Ende des 18. Jahrhunderts. 1885 (Digitalisat)
- Das Recht des Landwirthes. 1890
- Die Versorgung der Kriegsinvaliden und ihrer Hinterbliebenen, in: Flugschriften für Österreich-Ungarisches Erwachen. 1915